# Kishajmás
Kishajmás is een plaats (község) en gemeente in het Hongaarse comitaat Baranya. Kishajmás telt 216 inwoners (2001).